# Haley Mendez
Pour les articles homonymes, voir Mendez.
Haley Mendez, née le 16 août 1993 à New York, est une joueuse professionnelle de squash représentant les États-Unis. Elle atteint en janvier 2022 la 36e place mondiale sur le circuit international, son meilleur classement. Elle prend sa retraite sportive en mai 2023.

## Biographie
Durant ses années junior, elle participe à trois championnats du monde junior, permettant avec Olivia Fiechter d'atteindre la finale par équipes en 2011. Elle étudie à l'université Harvard et elle est capitaine de l'équipe universitaire. La carrière de joueuse de Haley est interrompue au cours de sa dernière année, lorsqu'elle subit une déchirure du ligament croisé antérieur, suivie quelques mois plus tard d'une lésion du ménisque. Lors de sa rééducation, ses blessures et les deux opérations au genou qui en ont résulté lui ont donné l'occasion de mettre à profit ses compétences d’entraîneur, que ce soit dans le cadre de leçons individuelles ou privées ou de pratiques d'équipe à l'université. À l'été 2016, elle passe professionnelle.
Elle est mariée avec le joueur professionnel Nathan Lake.